# Leopardus pardinoides
Leopardus pardinoides és una espècie de mamífer carnívor de la família dels fèlids. Viu a altituds d'entre 1.500 i 3.960 msnm, sobretot a entre 2.000 i 3.000 msnm, a l'Argentina, Bolívia, Colòmbia, Costa Rica, l'Equador, Panamà, el Perú i Veneçuela. És un animal menut, amb una llargada de cap a gropa de 42,2-54 cm, la cua de 24,5-34 cm i un pes d'1,8-3,4 kg. Fins al 2024 fou considerat una subespècie del gat tigrat. Per aquest motiu, encara no se n'ha avaluat l'estat de conservació com a espècie a part. El 2016, el gat tigrat, que aleshores incloïa L. t. pardinoides, fou classificat com a espècie vulnerable a la Llista Vermella de la UICN.